# Wintermärchen (Boesmans)
Wintermärchen ist eine Oper in vier Akten von Philippe Boesmans (Musik) mit einem Libretto von Luc Bondy und Marie-Louise Bischofberger. Es basiert auf dem Theaterstück The Winter’s Tale (Das Wintermärchen) von William Shakespeare. Die Uraufführung fand am 10. Dezember 1999 im Théâtre Royal de la Monnaie in Brüssel statt. Die deutsche Erstaufführung erfolgte 2001 im Staatstheater Braunschweig.

## Handlung

### Erster Akt
Ein kalter Winter in Sizilien. König Leontes versucht vergeblich, seinen Jugendfreund Polixenes, der zu Besuch an seinem Hof weilt, von der Abreise abzuhalten. Erst seiner schwangeren Frau Hermione gelingt es, ihn zum Bleiben zu bewegen, nachdem sie ihn an ihre gemeinsame Kindheit erinnert hat. Leontes beobachtet eifersüchtig die gute Beziehung zwischen Polixenes und seiner Frau. Anschließend liebkost er seinen Sohn Mamillius. Sein Eifersuchts-Wahn macht sich bemerkbar, als er auf dessen Kopf nach ererbten Hörnern sucht, die er selbst zu haben glaubt. Als sein Vertrauter Camillo hinzukommt, wirft er diesem Verrat vor, weil er dem Verhältnis zwischen Polixenes und seiner Frau tatenlos zugeschaut habe. Er befiehlt Camillo, Polixenes zu vergiften. Camillo jedoch erzählt Polixenes davon und flieht gemeinsam mit ihm aus Sizilien.
Die nun hochschwangere Königin wird von ihren Helferinnen umsorgt. Leontes wirft ihr Untreue und Polixenes und Camillo Verrat vor. Er lässt Hermione in den Kerker werfen, obwohl Antigonus und andere Höflinge ihre Unschuld beschwören. Das Orakel von Delphi soll ihre Schuld beweisen.

### Zweiter Akt
Leontes sorgt sich um seinen schwächlichen Sohn. Paulina bringt ihm seine neugeborene Tochter Perdita. Leontes will das Kind nicht sehen, da er es für einen Bastard hält. Obwohl Paulina ihn auf die Familienähnlichkeit hinweist, befiehlt er, es ins Feuer zu werfen. Als sich seine Leute weigern, lässt er das Kind in der Wildnis aussetzen: „Der Zufall soll es stillen.“ Antigonus bringt es fort.
Vor dem Orakel des Apollo beginnt das von Leontes geforderte Gerichtsverfahren. Green trägt die Anklagepunkte vor: Hermione habe Leontes mit Polixenes betrogen, ein Bastard-Kind gezeugt und mit Camillo seinen Tod geplant. Hermione beschwört ihre Unschuld und ruft Apollo zu Zeugen. Die Stimme des Orakels entlastet sie mit eindeutigen Worten, nennt Leontes einen eifersüchtigen Tyrannen und prophezeit ihm, dass er „solange ohne Erben sein [werde], bis das Verlorene gefunden ist“. Leontes bezichtigt das Orakel der Lüge. Unmittelbar danach wird ihm sein toter Sohn gebracht. Hermione bricht verzweifelt zusammen und wird fortgeführt. Paulina meldet kurz darauf ihren Tod. Leontes ist verzweifelt.

### Dritter Akt
Green stellt sich als „Herrin Zeit“ vor. Sie „mischt Gut und Böse“ und kümmert sich seit sechzehn Jahren um Perdita, die an die Böhmische Küste geworfen worden war. Ihr Beschützer Antigonus war von einem Bären getötet worden. Perdita ist stumm, und in Böhmen kennt niemand ihre Abstammung. Dennoch hat sich Florizel, der Sohn Polixenes’ und Prinz Böhmens, in sie verliebt. Er verbringt sein Leben bei einer Gruppe von Taschendieben. Auch Camillo befindet sich im böhmischen Exil bei Polixenes. Er sehnt sich nach seiner Heimat. Florizel und Perdita genießen ihre Liebe und wollen heiraten. Zur Feier verteilen die Diebe die Beute ihres letzten Raubzugs. Perdita tanzt zu den Klängen der Jazz-Rock-Band Aka Moon. Die Hochzeit wird grob von Florizels Vater Polixenes unterbrochen, der nicht dulden will, dass der Prinz ein Findelkind heiratet. Er verprügelt Perdita. Florizel will sich von seinem Vater nichts sagen lassen. Camillo überredet die beiden, nach Sizilien zu fliehen.

### Vierter Akt
In Sizilien hat der Frühling begonnen. König Leontes bereut inzwischen seine Taten. Da er noch keinen Erben hat, versuchen Paulina und die Höflinge, ihn zu einer erneuten Heirat zu überreden. Green berichtet von der Ankunft des böhmischen Prinzen Florizel, der sich in Begleitung der stummen Tochter eines stummen Königs aus „Lybien“ befinde. Diese sei möglicherweise eine geeignete Kandidatin. Die beiden werden hereingeführt. Perdita ist jedoch viel zu jung für Leontes. Paulina bemerkt an ihrem Hals eine Kette. Unterdessen taucht ein Bote Polixenes’ auf, der fordert, Florizel festzuhalten und Perdita zu ertränken. Leontes wird schmerzlich an seine eigenen Verbrechen erinnert. Er wünscht, Polixenes und auch Camillo wiederzusehen. Beide waren bereits angereist. Sie geben sich zu erkennen und versöhnen sich mit Leontes. Paulina zeigt Leontes die Kette, die sie einst der kleinen Perdita umgelegt hatte. Er erkennt sie als seine Tochter an. Auch Polixenes ist nun mit der Hochzeit seines Sohnes und Perditas einverstanden.
Paulina führt Perdita zu einer lebensechten Statue ihrer Mutter, einem vermeintlichen Meisterwerk Giulio Romanos. Diese erwacht plötzlich zum Leben, versöhnt sich mit Leontes und begrüßt ihre Tochter. Leontes vereint abschließend Camillo mit der verwitweten Paulina.

## Gestaltung
Der Text unterscheidet sich inhaltlich nur wenig von der Vorlage Shakespeares. Die in Sizilien spielenden Szenen sind in deutscher Sprache gehalten, die in Böhmen spielenden des dritten Aktes dagegen weitgehend auf Englisch. Letztere werden musikalisch von der Jazz-Rock-Gruppe Aka Moon begleitet. Boesmans’ Musik beinhaltet Anspielungen an Gustav Mahler, Richard Strauss und Alban Berg. Auch Claudio Monteverdi wird wörtlich zitiert.

### Besetzung
Neben den benannten Rollen sieht die Oper ein Solisten-Ensemble von zwei Sopranen, zwei Mezzosopranen, einem Alt, zwei Tenören und drei Baritonen vor.
Die Orchesterbesetzung enthält die folgenden Instrumente:
- 2 Flöten, Piccoloflöte, 2 Oboen, Englischhorn, Es-Klarinette, Klarinette, Bassklarinette, 2 Fagotte, Kontrafagott
- 3 Hörner, 3 Trompeten, 3 Posaunen
- 5 Schlagzeuger
- Harfe, Klavier, Celesta, Akkordeon
- Streicher

## Entstehungsgeschichte
Die Oper ist Bernard und Annick Foccroulle sowie Harry Halbreich gewidmet.
Die Uraufführung fand am 10. Dezember 1999 im Théâtre Royal de la Monnaie in Brüssel statt. Die musikalische Leitung hatte Antonio Pappano, die Regie führte Luc Bondy, das Bühnenbild stammte von Erich Wonder und die Choreographie von Lucinda Childs. Es sangen Dale Duesing (Leontes), Susan Chilcott (Hermione), Anthony Rolfe Johnson (Polixenes), Franz-Josef Selig (Camillo und Stimme des Orakels), Cornelia Kallisch (Paulina), Heinz Zednik (Green/die Zeit), Juha Kotilainen (Antigonus), Johanne Saunier (Perdita), Kris Dane (Florizel) und Arthur Debski (Mamillius). Es gab elf Aufführungen in Brüssel und sechs Folgeaufführungen im Januar und Februar 2000 in Lyon. Sie waren ein großer Erfolg. Im November 2000 wurde die Inszenierung beim Festival d’Automne in Paris aufgeführt.
Weitere Aufführungen gab es 2001 in Braunschweig, 2002 in der Neuen Oper Wien und in Nürnberg sowie 2004 im Gran Teatre del Liceu in Barcelona.
Ein Mitschnitt der Brüsseler Aufführung ist auf CD erhältlich. Sie wurde am 29. November 2000 auf Arte im Fernsehen gezeigt und war 2015/2016 im Internet auf ARTE Concert zu sehen.